# Candelaria (municipi de Tenerife)
Candelaria és un municipi de l'illa de Tenerife, a les illes Canàries. És un lloc de freqüents peregrinacions per trobar-se en aquesta vila la imatge de la Patrona de Canàries, la Verge de Candelaria, la imatge és a la Basílica de Nostra Senyora de la Candelaria.
Els orígens històrics d'aquesta Vila Mariana es remunten a l'aparició de la Mare de Déu que segons la llegenda va ser trobada en la propera platja de Chimisay (actual municipi de Güímar) en el segle xiv, en època dels guanxes i que el rei de la zona (Mencey de Güímar) va ordenar conservar la "estranya figura". Més tard un guanxe cristianitzat anomenat Antón guanche, va reconèixer en la imatge a la Mare de Déu i des de llavors la hi invoca sota el nom de "La nostra Senyora Santa María de la Candelaria". Després de la conquista de l'illa (1496) la imatge va ser traslladada a la Cova d'Achbinico situada darrere de l'actual Basílica de Nostra Senyora de la Candelaria, en aquesta cova va rebre culte per part dels guanxes, qui l'anomenaven "Chaxiraxi" (nom d'una deïtat guanxe).
La devoció a la verge va convertir a la Cova d'Achbinico o Cova de San Blas, en el primer santuari cristià de Canàries. La imatge de la verge va ser robada i duta a Lanzarote, on es diu que la talla de la verge es girava mirant en direcció a Tenerife, la imatge va ser després retornada a la seva cova a Tenerife. Posteriorment la Verge de Candelaria va ser traslladada a la basílica, situada a uns pocs metres davant de la cova. Actualment hi ha en la cova una imatge en bronze de la Verge de Candelaria, que és una còpia fidel de la primitiva imatge adorada pels guanxes i també hi ha en la cova una imatge de San Blas (el sant que dona l'actual nom a la cova). La cova d'Achbinico té una gran importància no solament religiosa, sinó també històrica, car en ella van ser batejats els guanxes, la pila original amb la qual van ser batejats encara es conserva en el camerí de la basílica. També destaca la Font dels Pelegrins, situada al costat de la basílica.
Aquest municipi, al contrari que altres viles marianes del món, que en general són les seves advocacions de la verge qui prenen el nom de les seves corresponents viles o municipis, el municipi de Candelaria pren el nom de la Verge. Més tard la Verge de Candelaria va ser declarada Patrona Principal de l'Arxipèlag Canari per decret de la Sagrada Congregació de Ritus el dia 12 de desembre de 1867, sent coronada canònicament el 13 d'octubre de 1889. Una curiositat digna d'esment és que en la ciutat de San Antonio (Texas, Estats Units d'Amèrica) que va ser fundada per canaris i que està agermanada amb les dues capitals canàries, hi ha la catedral més antiga dels Estats Units i en el seu altar principal hi ha una imatge de la Verge de Candelaria.
Candelaria és seu del Centre d'Estudis Marians de Canàries i de l'Institut Superior de Teologia. Al costat de la basílica hi ha la Plaça de la Patrona de Canàries amb les estàtues dels nou menceys ("reis" guanxes) que governaven els nou territoris en els quals es dividia Tenerife.